# Péreyres
Péreyres település Franciaországban, Ardèche megyében. Lakosainak száma 49 fő (2022. január 1.). Péreyres Burzet, Labastide-sur-Bésorgues, Lachamp-Raphaël és Sagnes-et-Goudoulet községekkel határos.

## Népesség
A település népességének változása:
| Lakosok száma | 75   | 62   | 62   | 53   | 51   | 51   | 49   | 50   | 50   | 49   |
|               | 1968 | 1982 | 1990 | 2006 | 2013 | 2015 | 2017 | 2019 | 2020 | 2022 |